# Il mostro dell'astronave
Il mostro dell'astronave (It! The Terror from Beyond Space) è un film del 1958 per la regia di Edward L. Cahn. È una pellicola statunitense indipendente fanta-horror in bianco e nero, prodotta da Robert E. Kent e distribuito dalla United Artists. (uscì in Italia nel giugno 1959).

## Trama
Un gruppo di astronauti parte per Marte per una spedizione di salvataggio. Arrivati, trovano un solo sopravvissuto, il colonnello Edward Carruthers, e lo accusano di aver ucciso i suoi compagni. Edward afferma che i suoi compagni sono stati invece uccisi da una creatura misteriosa, ma non viene creduto. Gli astronauti della spedizione si convincono della sua innocenza solo quando a bordo dell'astronave iniziano ad accadere morti misteriose.

## Produzione
Il film fu finanziato da Edward Small ed era originariamente conosciuto col titolo It! The Vampire from Beyond Space (letteralmente "Esso! Il vampiro al di là dello spazio").
It! fu l'ultimo film dell'attore Ray "Crash" Corrigan. Corrigan fu scritturato per interpretare il ruolo della creatura, ma durante la pre-produzione non aveva intenzione di viaggiare tutto il tempo fino a Topanga, a ovest della Contea di Los Angeles dove Paul Blaisdell, lo scultore e il truccatore del film, viveva e mandava avanti il suo studio. Quindi Blaisdell non poté prendere le esatte misure della testa di Corrigan; conseguentemente, ci furono problemi con il materiale della testa dell'alieno: “...il mento bulboso [di Corrigan] sporgeva attraverso la bocca del mostro, così il truccatore disegnò il suo mento per farlo assomigliare a una lingua”.

## Accoglienza e critica

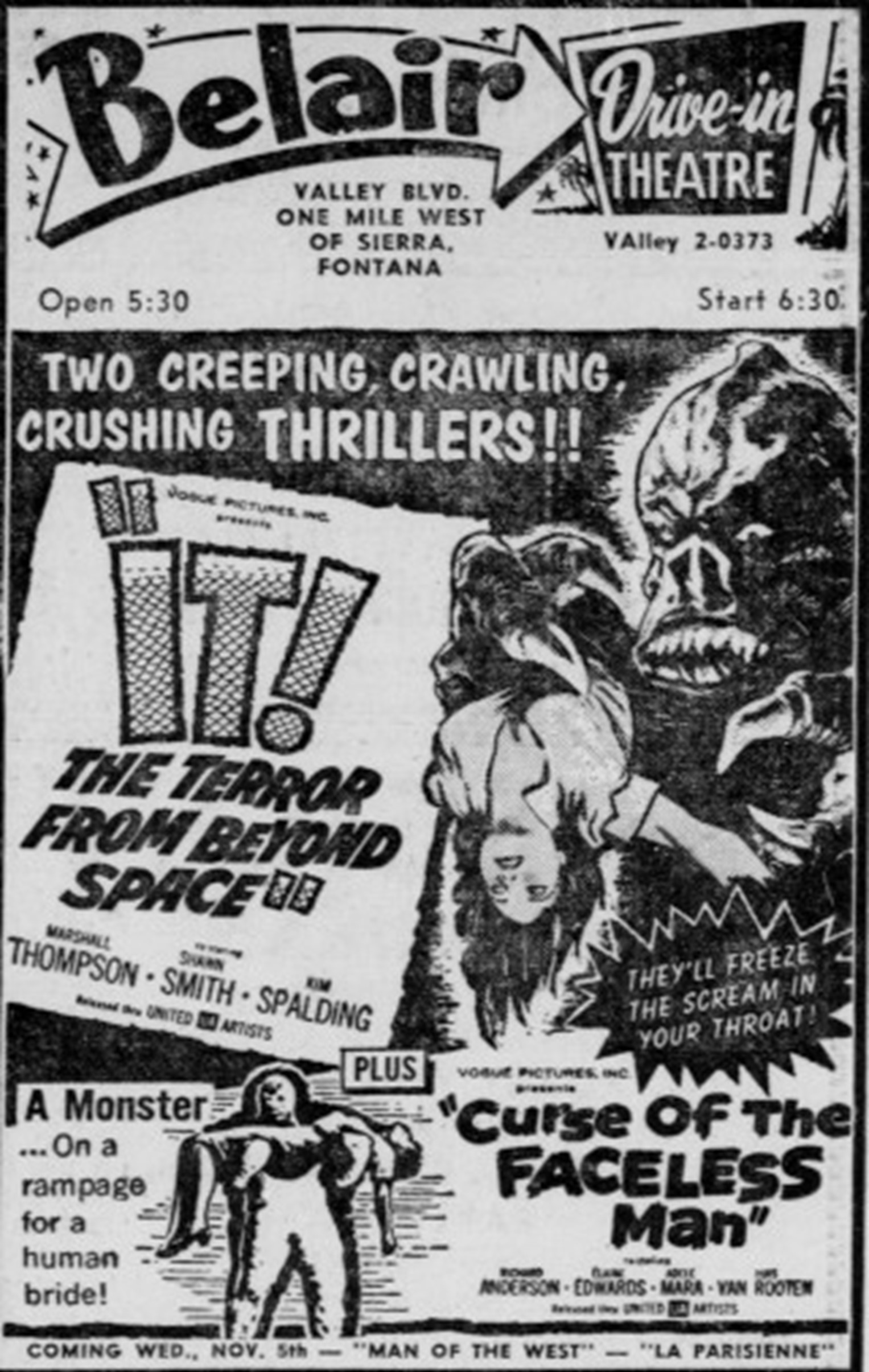
Locandina pubblicitaria del film per un drive-in (1958)

Fantafilm la definisce una "produzione non disprezzabile, da alcuni considerata precorritrice di Alien e di Queen of Blood, ma dal basso budget al punto da riutilizzare la vecchia astronave di Volo su Marte."

## Influenza culturale
La pellicola è a volte citata come precorritrice del più noto Alien di Ridley Scott.

## Edizione home video
Il film è uscito in DVD nel luglio 2010 per la Sinister Film ed è stato distribuito in Italia dalla Cecchi Gori Home Video. Contiene il film completamente restaurato e digitalmente rimasterizzato.